# Magesh Panchanathan
Magesh Chandran Panchanathan (Madurai, 10 agosto 1983) è uno scacchista indiano.
Ha conseguito il titolo di Grande maestro nel 2006, all'età di 23 anni.

## Principali risultati
- 2003  – vince il campionato asiatico juniores nello Sri Lanka;
- 2005  – pari primo con Kamil Mitoń nel 33º World Open di Filadelfia; vince il torneo UTD GM Invitational di Richardson (Texas)[1];
- 2009  – primo-quarto con Areshchenko, Humpy Koneru e Miroshnichenko nella Mayor Cup di Mumbai;
- 2011  – secondo-quarto con Tigran L. Petrosian e Abhijeet Gupta nel l'open di Orissa; terzo a Berkeley;
- 2012  – vince il 54º Festival internazionale di Imperia; vince l'open internazionale di Filadelfia.[2]
- 2020  – vince il 95º Torneo di scacchi di Hastings

Gioca online sull'Internet Chess Club con il nickname "Thamizhan".
Nei primi anni 2000 ha ottenuto un Master presso l'Università del Texas a Dallas.
Ha raggiunto il rating FIDE più alto in settembre 2011, con 2.586 punti Elo.